# Арахос
Арахос (грч. Άραχος) је насељено место у општини Александрија у периферији Средишња Македонија, Грчка. Према попису из 2021. године био је 301 становник.
Насеље је подигнуто после исушења Ениџевардарског језера и регулација тока река Вардар и Колудеј. Насељене су претежно грчке избегличке породице из угроженијих села, тако је на попису из 1940. године Арахос имао 354 становника.